# Dyplomacja stadionowa

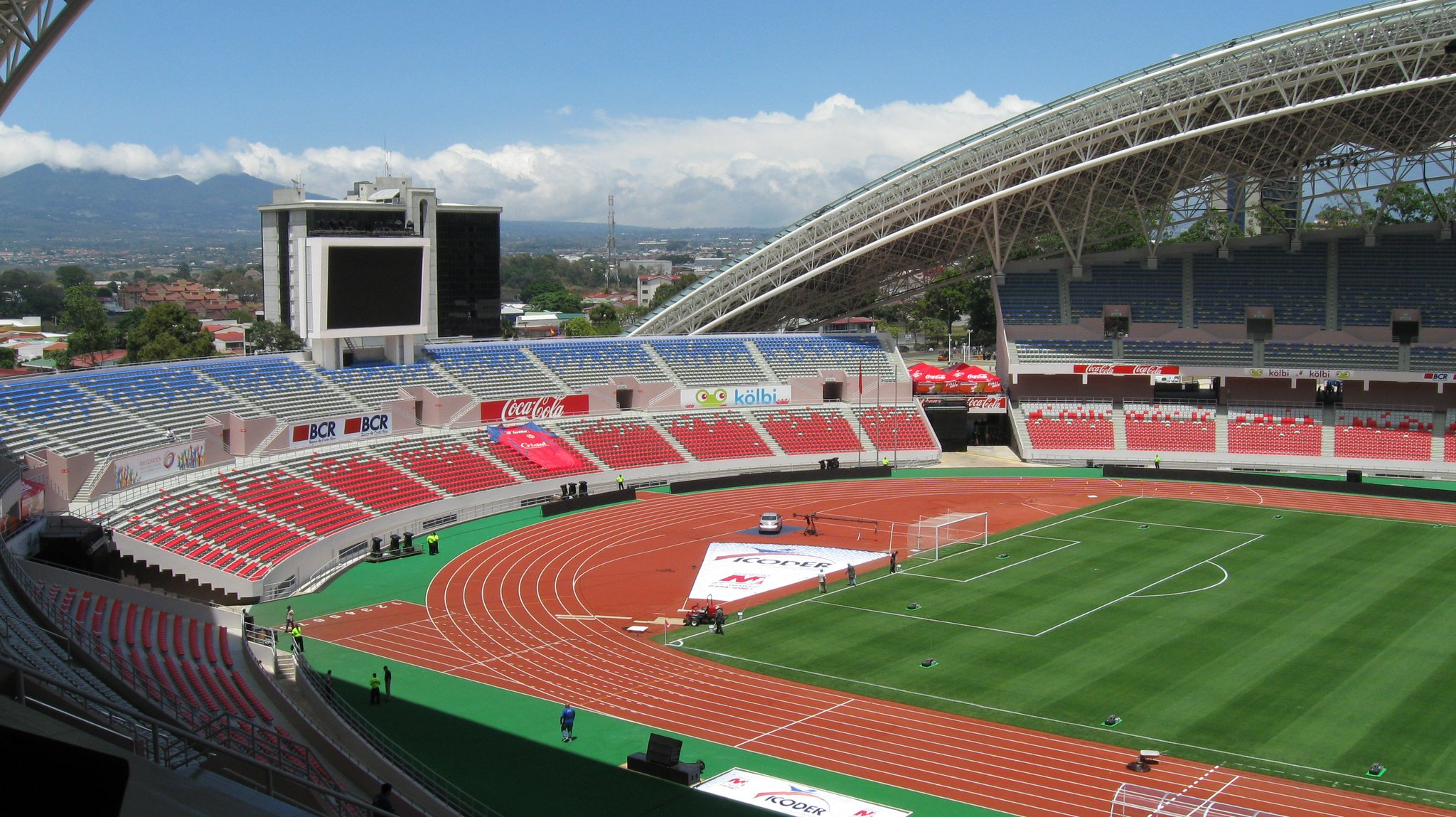
Stadion Narodowy w Kostaryce sfinansowany przez Chiny, przykład dyplomacji stadionowej

Dyplomacja stadionowa – określenie sposobu prowadzenia chińskiej dyplomacji, polegającej na kreowaniu pozytywnego wizerunku Chin, dzięki finansowaniu i budowie obiektów sportowych (przede wszystkim stadionów) poza granicami Chin. Dyplomacja ta zalicza się do soft power.
Za początek dyplomacji stadionowej uznaje się sfinansowanie przez Chiny budowy Narodowego Stadionu Sportowego w Ułan Batorze w 1958 roku. Początkowo dyplomacja stadionowa była prowadzona w Azji. W latach 70. XX wieku jej głównym kierunkiem stała się Afryka. Chiny wybudowały obiekty sportowe również w państwach Ameryki Środkowej i leżących w rejonie południowego Pacyfiku. Od 1958 roku w ramach dyplomacji stadionowej Chiny zrealizowały ponad 140 projektów w ponad 60 krajach. Współcześnie głównym celem dyplomacji stadionowej jest nawiązanie relacji dyplomatycznych pomiędzy Chińską Republiką Ludową a państwami trzeciego świata, budowanie silnej pozycji Chin w krajach rozwijających się oraz zapewnienie Chinom korzystnych stawek na zakup surowców naturalnych.
Poza budową stadionów Chiny zajmują się również budową innego rodzaju infrastruktury jak np. autostrady, również w krajach europejskich, takich jak Czarnogóra czy Serbia. W przeciwieństwie do państw takich jak USA nie wymagają od nich reform w sferze politycznej czy sądowniczej. Umożliwiają inwestycje dzięki preferyncyjnym pożyczkom i wsparciu chińskich firm. W zamian, poprzez uzależnienie drugiego kraju dzięki zaciągniętym w Chinach pożyczkom oraz budowanie w kraju pozytywnego wizerunku Chin opartego na inwestycjach i podarkach, ChRL dąży do budowania silniejszej pozycji międzynarodowej i wsparcia większej ilości państw dla swoich inicjatyw w sferze polityki międzynarodowej. 